# Trichodiadema attonsum
Trichodiadema attonsum är en isörtsväxtart som först beskrevs av L. Bol., och fick sitt nu gällande namn av Schwant. Trichodiadema attonsum ingår i släktet Trichodiadema och familjen isörtsväxter. Inga underarter finns listade i Catalogue of Life.